# Namaacha (distrito)
Namaacha é um distrito da província de Maputo, em Moçambique, com sede na vila da Namaacha. Tem limite, a norte com o distrito de Moamba, a oeste com a África do Sul e Essuatíni, a sul e sudeste com o distrito de Matutuíne e a leste com o distrito de Boane.
De acordo com o Censo de 2007, o distrito tem 41 954 habitantes e uma área de 2 144  km², daqui resultando uma densidade populacional de 19,6 habitantes/km². O total de população em 2007 representa um aumento de 33,4% em relação aos 31 441 habitantes registados no Censo de 1997.

## Divisão Administrativa
O distrito está dividido em dois postos administrativos (Changalane e Namaacha), compostos pelas seguintes localidades:
- Posto Administrativo de Changalane:
  - Changalane
  - Goba (Goba Estação)
  - Mahelane
  - Michangulene
- Posto Administrativo de Namaacha:
  - Vila da Namaacha
  - Chimuchuanine
  - Impaputo
  - Mafuiane
  - Matsequenha

A vila da Namaacha foi elevada a município em Abril de 2008.